# مقدونيا المستقلة (1944)
دولة مقدونيا المستقلة هي دولة دمية لألمانيا النازية في المنطقة التي احتلتها مملكة بلغاريا من مملكة يوغوسلافيا بعد غزو يوغوسلافيا.